# آني ميرفي
آني ميرفي هي ممثلة كندية، ولدت في 19 ديسمبر 1986 في أوتاوا في كندا.

## وصلات خارجية
- آني ميرفي على موقع IMDb (الإنجليزية)
- آني ميرفي على موقع ألو سيني (الفرنسية)
- آني ميرفي على موقع ميوزك برينز (الإنجليزية)
- آني ميرفي على موقع قاعدة بيانات الفيلم (الإنجليزية)